# Kailen Sheridan
Kailen Sheridan (Whitby, Ontario, 1995. július 16. –) olimpiai bajnok kanadai labdarúgókapus. Jelenleg a NWSL-ben érdekelt NJ/NY Gotham FC játékosa.

## Sikerei

### A válogatottban
- Olimpiai bajnok (1): 2020[2]
- Algarve-kupa győztes (1): 2016
- Algarve-kupa ezüstérmes (1): 2017
- Algarve-kupa bronzérmes (1): 2019[3]